# Jake Packard
Pour les articles homonymes, voir Packard.
Jake Packard est un nageur australien né le 20 juin 1994. Il remporte la médaille de bronze du relais 4 × 100 m 4 nages aux Jeux olympiques d'été de 2016 à Rio de Janeiro avec Mitch Larkin, David Morgan et Kyle Chalmers.

## Palmarès

### Championnats du monde

#### Grand bassin
- Championnats du monde 2015 à Kazan :
  -  Médaille d'argent du relais 4 × 100 m quatre nages.